# Tamna (langue)
Le tamna (également appelé t'amna, juho, zhuho, ou chejudo japonique), est l'ancienne langue présumée de Tamna-guk, un ancien État insulaire situé sur l'île de Jeju.

## Classification
Cette langue est décrite dans les textes chinois comme différente de celle de Mahan (le mahan),.
Alexander Vovin (2014) classe le chejudo japonique comme un dialecte du vieux japonais, avec le vieux japonais occidental, oriental, et celui de Kyūshū. Plus tard, il l'inclut dans le groupe japonique péninsulaire pour des raisons géographiques. Cette langue serait responsable d'un substrat en jeju moderne.
Sean Kim (2020) classait le tamna au sein des langues han (avec le jinhan, le byeonhan, le mahan et la langue d'Usan-guk). Il classe ensuite le tamna avec les dialectes japonais anciens. Il propose qu'il aurait émergé en même temps que les autres dialectes, au cours du VIe siècle, puis qu'il se serait éteint au XVe siècle (remplacé par le moyen coréen), quand le royaume de Tamna a été complètement intégré politiquement à la Corée sous la dynastie Joseon.

## Comparaison lexicale
Vovin (2017) compare certains glosses du chejudo japonique à des mots de langues japoniques insulaires.
| français | vieux japonais | proto-ryūkyū | proto-japonique insulaire | chejudo japonique |
| -------- | -------------- | ------------ | ------------------------- | ----------------- |
| bouche   | kuti ~ kutu-   | *kuti        | *kutuy                    | kulle             |
| déité    | kamï ~ kamu-   | *kami        | *kamuy                    | kam-              |
| peuple   | tami           | --           | *tamV                     | tam-              |
| village  | mura           | *mura        | *mura                     | -mura             |